# Comac C919
A Comac C919 két hajtóműves, keskenytörzsű, közepes hatótávolságú utasszállító repülőgép, a kínai Comac vállalat terméke. Fejlesztése 2008-ban, gyártása 2015-ben kezdődött. Az első prototípus 2015-ben gurult ki a szerelőcsarnokból és 2017. május 5-én szállt először levegőbe. A kínai hatóságok 2022. szeptember 29-én engedélyeztették a C919-est és a China Eastern Airlines 2023. május 28-án állította menetrend szerinti forgalomba.
A repülőgép főként alumínium ötvözetekből készül, meghajtását az Airbus A320neo és Boeing 737 MAX gépcsaládokon is található CFM International LEAP hajtómű biztosítja. Sztenderd elrendezésben 156–168 utast tud szállítani 5576 kilométeres hatótávon.

## Megrendelések és kiszállítások
| Megrendelő                               | Megrendelések | Opciók | Kiszállítások |
| ---------------------------------------- | ------------- | ------ | ------------- |
| ABC Financial Leasing                    | 65            | 10     | –             |
| AerCap                                   | 20            | —      | –             |
| Air China                                | 100           | 15     | –             |
| AVIC International Leasing               | 15            | 15     | –             |
| Bank of Communications Financial Leasing | 30            | —      | –             |
| BOC Aviation                             | 20            | —      | –             |
| Brunei GallopAir                         | 15            | —      | –             |
| CCB Financial Leasing                    | 50            | —      | –             |
| CDB Leasing                              | 10            | —      | –             |
| China Aircraft Leasing Co.               | 20            | —      | –             |
| China Eastern Airlines                   | 105           | 15     | 7             |
| China Huarong Financial Leasing          | 30            | —      | –             |
| China Southern Airlines                  | 105           | 15     | –             |
| Citic Financial Leasing                  | 18            | —      | –             |
| Hainan Airlines                          | 20            | —      | –             |
| Hebei Airlines                           | 20            | —      | –             |
| Huabao Leasing                           | 15            | 15     | –             |
| ICBC Financial Leasing                   | 100           | —      | –             |
| Industrial Bank                          | 20            | —      | –             |
| Joy Air                                  | 20            | —      | –             |
| Nuclear Construction Financial Leasing   | 20            | 20     | –             |
| Ping An Leasing                          | 50            | —      | –             |
| Sichuan Airlines                         | 20            | —      | –             |
| SPDB Financial Leasing                   | 5             | 15     | –             |
| Tibet Airlines                           | 40            | —      | –             |
| Összesen                                 | 933           | 120    | 7             |

## Lásd még
- Airbus A220
- Airbus A320neo
- Boeing 737 MAX
- Jakovlev MC-21